# Змеёвка (Московская область)

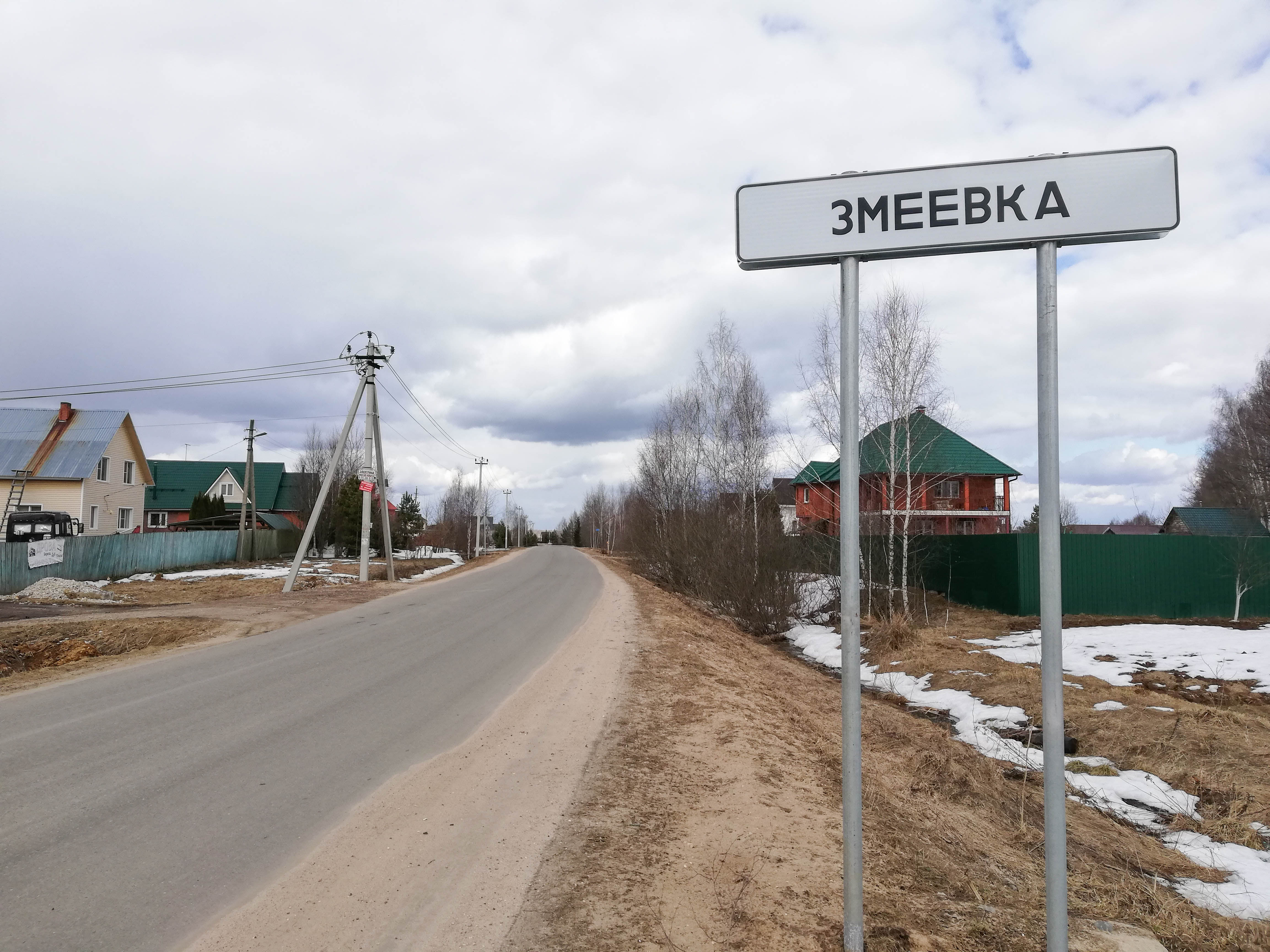
Указатель въезда в деревню

Змеёвка — деревня в Чеховском районе Московской области, в составе муниципального образования сельское поселение Любучанское (до 29 ноября 2006 года входила в состав Любучанского сельского округа).

## Население
| 2002 | 2006 | 2010 |
| ---- | ---- | ---- |
| 49   | ↗65  | ↗92  |

## География
Змеёвка расположено примерно в 18 км (по шоссе) на северо-восток от Чехова, на правом берегу реки Рожайка (правый приток реки Пахры), у впадения притока Змеёвки, высота центра деревни над уровнем моря — 177 м. На 2016 год в Змеёвке зарегистрирована 6 улиц и 4 садовых товарищества.